# Cryptocline cinerascens
Cryptocline cinerascens är en svampart som först beskrevs av Bubák, och fick sitt nu gällande namn av Arx 1957. Cryptocline cinerascens ingår i släktet Cryptocline, ordningen disksvampar, klassen Leotiomycetes, divisionen sporsäcksvampar och riket svampar.   Inga underarter finns listade i Catalogue of Life.